# Olof Hammar (skolledare)
Anders Olof Hammar (i riksdagen kallad Hammar i Sjövik), född 29 augusti 1895 i Kristianstad, död 9 augusti 1966 i Folkärna, var en svensk rektor och politiker (folkpartist). 
Olof Hammar, som var son till en baptistpastor, blev filosofie magister 1923 och teologie kandidat 1933 vid Uppsala universitet. Han var lärare vid Betelseminariet 1921-1925 och därefter rektor för Sjöviks folkhögskola 1921-1961. Han var ordförande för Svenska baptisternas ungdomsförbund (SBUF) 1932-1935, ledamot av Svenska baptistsamfundets missionsstyrelse 1942-1965 och ordförande i Sveriges Blåbandsförbund 1947-1966.
Olof Hammar var även riksdagsledamot i andra kammaren för Kopparbergs läns valkrets 1949-1963. I riksdagen var han bland annat ledamot i konstitutionsutskottet 1958-1963. Han var främst engagerad i utbildningspolitik och alkoholfrågor.